# Malijski imperij
Malijski imperij (mandinsko Nyeni), zgodovinsko tudi Manden Kurufaba oz. okrajšano Manden je bil zahodnoafriški imperij, ki je obstajal od prve polovice 13. do začetka 17. stoletja in bil na višku svoje moči, v času vladavine slavnega Manse Musa (1312–1337), eden velikih svetovnih imperijev srednjega veka. Večino znanih zapisov o tej državi so ustvarili arabski učenjaki in popotniki, kot sta Ibn Haldun in Ibn Batuta v 14. stoletju ter Leo Africanus v 16. stoletju. Pomemben zgodovinski vir je tudi ustno izročilo ljudstva Mandinka, ki ga ohranjajo pripovedovalci, znani kot grioti. Zaradi izjemnega bogastva, o katerem so poročali Arabci, in dejstva, da se v osrčje države nikoli ni prebil noben Evropejec, je imel imperij s svojimi zakladi in velikimi mesti, kot je Timbuktu, v srednjeveški Evropi že skoraj mitološki sloves.

## Zgodovina
O zgodnji zgodovini imperija pričajo le še legende, zato o njej ni zanesljivih podatkov. Nastal naj bi v zgornjem toku reke Niger, kjer naj bi karizmatični princ Sundžata (Sundiata) združil različna plemena ljudstva Mande in podjarmil rivalne Susujce. Po zadnji, odločilni bitki je v bližini današnjega kraja Kangaba v Maliju potekal zbor, na katerem je Sundžata predstavil svoj zakonik in politični sistem.
Sundžatovi nasledniki so si nadeli vladarski naziv mansa. Po njegovi smrti so se njegovi potomci in njihovi sorodniki izkazali za pretežno nesposobne vladarje, zato je prestol čez nekaj časa uzurpiral poveljnik Sakura (Sakoura, vladal 1298–1308). Z njim se je začelo obdobje stabilnosti in gospodarske rasti na račun trgovanja, imperij pa je tudi močno razširil, predvsem proti vzhodu, kjer je verjetno zavzel del ozemlja Songajskega imperija in kraljestvo Gao. Njegova vladavina je bila razmeroma kratka, saj je okrog leta 1307 odšel na romanje v Meko in na poti nazaj umrl.
Po tistem je oblast znova prevzela Sundžatova rodbina. Nekaj Sakurovih naslednikov se v tej vlogi znova ni izkazalo, dokler ni prišel na oblast potomec Sundžatovega brata, Mansa Musa, ki je postal eden največjih vladarjev Malijskega imperija. Pod njegovo vladavino je bila država izjemno bogata, znan pa je bil tudi kot izrazito pobožen musliman. Na svojem znamenitem romanju v Meko je s karavano pripeljal s seboj toliko zlata, da so na postanku v Kairu občutno razvrednotili to valuto. Imperij je cvetel na račun kmetijstva, trgovine in davkov podložnih kraljestev; njegov sloves je prek poročil arabskih popotnikov dosegel tudi Evropo.
Mansi Musa so po njegovi smrti sledili njegovi potomci, ki pa niso bili tako priljubljeni. Mansa Sulejman je bil sicer osovražen, a učinkovit, kmalu po njegovi smrti pa je oblast prevzel Mari Džata II., pokvarjen tiran, ki je po zapisih Ibn Halduna močno škodil gospodarstvu. Sledilo je več šibkih vladarjev, ki so se povrh vsega stalno spopadali za oblast z rivali, zato je imperij vse bolj nazadoval. Songajski imperij je v tem obdobju osvojil bogato regijo okrog Timbuktuja in Gaa, zato se je težišče premaknilo proti zahodu, na atlantske obale, kjer so Malijci pričeli trgovati s portugalskimi pomorščaki. Vendar pa je upadajoča moč centralne oblasti pomenila, da so bili lokalni poglavarji vedno bolj samostojni. Poleg tega so imperij napadali Mavri in Tuaregi s severa, s portugalsko pomočjo pa se osamosvojilo tudi več ljudstev na zahodu in jugu, ki jih iz oddaljene prestolnice muse niso mogli več nadzorovati. Gao je konec 15. stoletja prevzel vlogo vodilnega imperija zahodnega Sudana, ko je približno sto let kasneje umrl zadnji veliki vladar Mahmud IV. in so si njegovi sinovi razdelili kar je ostalo od ozemlja, pa je Malijski imperij povsem izginil s političnega zemljevida Afrike.

## Gospodarstvo
Osnova za vzpon je bil položaj ljudstva Mande na rodovitnih planjavah ob reki Niger, ki so bile ugodne za kmetijstvo, zlasti notranja delta reke na srednjem toku v današnjem Maliju, kjer je poleg tega nahajališče naplavin zlata. Od tam so se razširili ob reki do roba Sahare proti severu in prek zgornje doline Senegala do gozdov današnje Gambije na jugozahodu. Na različnih območjih, ki so jih nadzorovali – od sahela na robu puščave prek savan do roba deževnega gozda – so uspevali različni pridelki, kar je vodilo do živahne notranje trgovine, ki je prek davkov bogatila državno blagajno.
Pravo bogastvo imperiju pa so prinesla nahajališča zlata. Ocenjujejo, da je bila regija v času viška imperija odgovorna za dve tretjini celotne svetovne produkcije zlata, kar je ponazoril Mansa Musa s svojim legendarnim romanjem v Meko, ko je bila njegova karavana tako obložena z zlatom, da so s trgovanjem in darili na poti močno razburkali celotno regionalno ekonomijo, predvsem v Egiptu (čeprav je tudi državno zakladnico dodobra osušil). Pomembno za hiter vzpon je bilo tudi zavzetje velikih mest na robu Sahare, kot sta Timbuktu in Gao, ki sta bila izhodišči za čezsaharske karavane, ki so trgovale z mesti v Severni Afriki. Prek njih so pridobili nadzor nad puščavskimi rudniki soli v Tagazi in bakra v Takedi, predvsem pa stik z arabskim svetom, s katerim so v nadaljnjih stoletjih živahno trgovali. Delo na poljih in v rudnikih ter pri prenašanju dobrin so vsaj delno opravljali sužnji, predvsem ženske, medtem ko so moške pripadnike podjarmljenih ljudstev pogosteje vključevali v vojsko.
Za trgovino je bil ključen vojaški nadzor nad notranjimi potmi in trškimi mesti, ki so ga Mandejci vzdrževali s pomočjo konjenice. Zanašanje na konje je eden od razlogov, zakaj se niso razširili tudi v bolj vlažne predele proti jugu, saj so tam pogoste muhe cece, ki prenašajo spalno bolezen, ta pa je za konje pogubna. Za vzdrževanje svojega statusa so pripadniki vladajočega razreda in trgovci natančno nadzorovali vzrejo konj, ki so zato predstavljali tudi pomemben statusni simbol.